# Thornton River (O’Shannassy River)
Der Thornton River ist ein Fluss im Nordwesten des australischen Bundesstaates Queensland.

## Geographie

### Flusslauf
Er entspringt etwa 25 Kilometer nordwestlich der Kleinstadt Mount Gordon und fließt nach Nordwesten. Südöstlich des Boodjamulla-Nationalparks mündet er in den  O’Shannassy River.

### Nebenflüsse mit Mündungshöhen
Er hat folgende Nebenflüsse:
- West Thornton Creek – 206 m
- Harris Creek – 183 m